# Boztepe
Boztepe è una città della Provincia di Kırşehir, in Turchia.

## Società

### Evoluzione demografica
Abitanti censiti